# Laura Arraya
| Posities op de WTA-ranglijst Positie per einde seizoen: \| jaar \| rang enkelspel \| rang dubbelspel \| \| ---- \| -------------- \| --------------- \| \| 1983 \| 53 \| – \| \| 1984 \| 34 \| – \| \| 1985 \| 63 \| – \| \| 1986 \| 33 \| 43 \| \| 1987 \| 45 \| 33 \| \| \| \| \| \| 1989 \| 19 \| 45 \| \| 1990 \| 21 \| 62 \| \| 1991 \| 24 \| 74 \| \| 1992 \| 45 \| 109 \| \| 1993 \| 70 \| 80 \| |                |                 |
| jaar | rang enkelspel | rang dubbelspel |
| 1983 | 53             | –               |
| 1984 | 34             | –               |
| 1985 | 63             | –               |
| 1986 | 33             | 43              |
| 1987 | 45             | 33              |
| |                |                 |
| 1989 | 19             | 45              |
| 1990 | 21             | 62              |
| 1991 | 24             | 74              |
| 1992 | 45             | 109             |
| 1993 | 70             | 80              |

Laura Arraya (Córdoba, 12 januari 1964) is een voormalig tennisspeelster uit Peru. Zij werd in Argentinië geboren, en verhuisde op zevenjarige leeftijd met haar familie naar Peru. Haar oudere broer Pablo speelde tennis op de ATP-tour. Haar moeder Alcira was de nummer twee van Argentinië. Arraya speelt rechtshandig. Zij was actief in het proftennis van 1981 tot en met 1995.

## Persoonlijk
In 1984 trad Arraya in het huwelijk met Heinz Gildemeister. Deze Chileense tennisser was enige tijd haar coach. Tijdens het huwelijk speelde zij onder de naam Laura Gildemeister. Van half september 1987 tot half maart 1989 nam zij anderhalf jaar niet aan toernooien deel. Toen zij in juli 1989 het OTB Open in Schenectady won, was zij inmiddels moeder geworden. Zij gebruikte de naam Gildemeister tot en met het US Open 1993 (augustus 1993). Na haar scheiding speelt zij sinds september 1993 terug onder de naam Arraya. Na haar actieve loopbaan leidt zij de Arraya Tennis Academy in de Peruviaanse hoofdstad Lima, en in de Amerikaanse stad Key Biscayne (Florida) samen met haar broer Pablo Arraya.

## Loopbaan

### Enkelspel
Arraya debuteerde in maart 1981 aan het Santista Cup-toernooi op de Clube Bahiano de Tênis in Salvador da Bahia (Brazilië) – zij won meteen dit, met $20.000 gedoteerde, toernooi, waarbij ze haar landgenote Pilar Vásquez in de finale versloeg. Dit kwalificeerde haar voor deelname aan het Tournament of Champions (in april 1981 gespeeld in Haines City), haar eerste WTA-toernooi. In juni 1981 nam zij in Frankrijk deel aan het Satellite Circuit: in Nantes, Metz, Marseille en de circuitfinale ("Masters") in Arcachon – in Marseille won zij de enkelspeltitel, waarbij zij de Braziliaanse Patricia Medrado in de finale versloeg; in Arcachon won zij de dubbelspelfinale, samen met Française Catherine Tanvier. Zij stond in 1982 voor het eerst in een WTA-finale, op het toernooi van Japan in Tokio – hier veroverde zij haar eerste WTA-titel, door landgenote Pilar Vásquez te verslaan. In 1984 nam zij deel aan de Olympische spelen in Los Angeles – zij strandde er in de eerste ronde. In totaal won zij vier WTA-titels, de laatste in 1989 in San Juan. Vier weken later won zij dan nog een ITF-toernooi in Santiago (Chili). Haar laatste WTA-finale bereikte zij in 1992 op het Tier III-toernooi van Osaka. Haar laatste enkelspeltoernooi speelde Arraya in september 1993, op het Tier II-toernooi van Nichirei, waar zij nog de kwartfinale bereikte.
Haar beste resultaat op de grandslamtoernooien is het bereiken van de kwartfinale, op Wimbledon 1991 waar zij in de vierde ronde de als achtste geplaatste Katerina Maleeva versloeg. Haar hoogste notering op de WTA-ranglijst is de 14e plaats, die zij bereikte in maart 1990.

### Dubbelspel
Arraya was in het dubbelspel minder actief dan in het enkelspel. Zij debuteerde in 1982 op het ITF-toernooi van Ogden (VS), samen met de Amerikaanse Kim Steinmetz. Drie maanden later speelde Arraya voor het eerst op een WTA-toernooi, op het Italian Open in Perugia, samen met de Argentijnse Ivanna Madruga-Osses. Zij bereikten er de tweede ronde. Zij stond in 1985 voor het eerst in een WTA-finale, op het toernooi van Palm Beach, samen met de Argentijnse Gabriela Sabatini – zij verloren van het Amerikaanse koppel JoAnne Russell en Anne Smith. In 1987 veroverde Arraya haar enige WTA-dubbelspeltitel, op het toernooi van Wild Dunes in Isle of Palms (nabij Charleston), samen met de Deense Tine Scheuer-Larsen, door het koppel Mercedes Paz en Candy Reynolds te verslaan. In het verdere verloop van haar carrière bereikte Arraya nog enkele WTA-finales, de laatste keer in 1991 op het Tier II-toernooi van Nichirei, met de Amerikaanse Carrie Cunningham aan haar zijde. In 1990 won zij nog wel een ITF-toernooi in haar woonplaats Lima, samen met landgenote Karim Strohmeier. In september 1993 speelde Arraya haar laatste WTA-toernooi, in Tokio Nichirei, waar zij samen met de Amerikaanse Beverly Bowes nog de halve finale bereikte. In 1994 en 1995 speelde zij alleen nog op het ITF-toernooi van Lima, samen met landgenote María Eugenia Rojas – in 1994 bereikten zij de finale; de halve finale in 1995.
Haar beste resultaat op de grandslamtoernooien is het bereiken van de derde ronde. Haar hoogste notering op de WTA-ranglijst is de 27e plaats, die zij bereikte in maart 1988.

#### Gemengd dubbelspel
Arraya speelde de meeste van haar grandslam-optredens samen met haar broer Pablo. Met hem bereikte zij de kwartfinale op Roland Garros 1984. Drie jaar later bereikte zij nogmaals de kwartfinale, nu met de Tsjech Pavel Složil aan haar zijde, op Roland Garros 1987.

### Tennis in teamverband
In de periode 1982–1993 maakte Arraya af en toe deel uit van het Peruviaanse Fed Cup-team – zij behaalde daar een winst/verlies-balans van 17–11. In 1982 bereikten zij de tweede ronde van de Wereldgroep – daar verloren zij van de Sovjet-dames, ondanks Arraya's persoonlijke overwinning op Jelena Jelisejenko.

## Palmares
| Legenda                |
| ---------------------- |
| Grandslamtoernooi      |
| Olympische Spelen      |
| Year-End Championships |
| Tier I                 |
| Tier II                |
| Tier III               |
| Tier IV & V            |

### WTA-finaleplaatsen enkelspel
| nr.              | finale     | toernooi          | ondergrond | tegenstandster      | score         |
| ---------------- | ---------- | ----------------- | ---------- | ------------------- | ------------- |
| gewonnen finales |            |                   |            |                     |               |
| 1.               | 1982-10-24 | WTA Japan (Tokio) | hardcourt  | Pilar Vásquez       | 3-6, 6-4, 6-0 |
| 2.               | 1984-04-09 | WTA Miami         | gravel     | Petra Huber         | 6-3, 6-2      |
| 3.               | 1989-07-30 | WTA Schenectady   | hardcourt  | Marianne Werdel     | 6-4, 6-3      |
| 4.               | 1989-10-29 | WTA San Juan      | hardcourt  | Gigi Fernández      | 6-1, 6-2      |
| verloren finales |            |                   |            |                     |               |
| 1.               | 1983-07-17 | WTA Freiburg      | gravel     | Catherine Tanvier   | 4-6, 5-7      |
| 2.               | 1983-10-16 | WTA Tokio         | hardcourt  | Lisa Bonder         | 1-6, 3-6      |
| 3.               | 1984-04-29 | WTA Orlando       | gravel     | Martina Navrátilová | 0-6, 1-6      |
| 4.               | 1985-03-24 | WTA São Paulo     | gravel     | Mercedes Paz        | 7-5, 1-6, 4-6 |
| 5.               | 1990-08-12 | WTA Albuquerque   | hardcourt  | Jana Novotná        | 4-6, 4-6      |
| 6.               | 1992-02-09 | WTA Osaka         | tapijt (i) | Helena Suková       | 2-6, 6-4, 1-6 |

### WTA-finaleplaatsen vrouwendubbelspel
| nr.              | finale     | toernooi          | ondergrond | partner             | tegenstandsters                      | score         |
| ---------------- | ---------- | ----------------- | ---------- | ------------------- | ------------------------------------ | ------------- |
| gewonnen finales |            |                   |            |                     |                                      |               |
| 1.               | 1987-04-05 | WTA Charleston    | gravel     | Tine Scheuer-Larsen | Mercedes Paz Candy Reynolds          | 6-4, 6-4      |
| verloren finales |            |                   |            |                     |                                      |               |
| 1.               | 1985-03-31 | WTA Palm Beach    | gravel     | Gabriela Sabatini   | JoAnne Russell Anne Smith            | 6-1, 1-6, 6-7 |
| 2.               | 1985-10-20 | WTA Japan (Tokio) | hardcourt  | Beth Herr           | Belinda Cordwell Julie Richardson    | 4-6, 4-6      |
| 3.               | 1985-11-10 | WTA Tampa         | hardcourt  | Lisa Bonder         | Carling Bassett Gabriela Sabatini    | 0-6, 0-6      |
| 4.               | 1986-04-27 | WTA Charleston    | gravel     | Marcela Skuherská   | Sandra Cecchini Sabrina Goleš        | 6-4, 0-6, 3-6 |
| 5.               | 1986-12-14 | WTA São Paulo     | gravel     | Petra Huber         | Niége Dias Patricia Medrado          | 6-4, 4-6, 6-7 |
| 6.               | 1987-05-24 | WTA Genève        | gravel     | Catherine Tanvier   | Betsy Nagelsen Elizabeth Smylie      | 6-4, 4-6, 3-6 |
| 7.               | 1989-08-20 | WTA Mahwah        | hardcourt  | Louise Allen        | Steffi Graf Pam Shriver              | 2-6, 4-6      |
| 8.               | 1990-04-22 | WTA Tampa         | gravel     | Sandra Cecchini     | Mercedes Paz Arantxa Sánchez Vicario | 2-6, 0-6      |
| 9.               | 1991-09-22 | WTA Nichirei      | hardcourt  | Carrie Cunningham   | Mary Joe Fernandez Pam Shriver       | 3-6, 3-6      |

### Gewonnen ITF-toernooien enkelspel
| nr. | finale     | toernooi          | dotatie | ondergrond | tegenstandster in finale | score         |
| --- | ---------- | ----------------- | ------- | ---------- | ------------------------ | ------------- |
| 1.  | 1981-03-29 | Salvador da Bahia | $20.000 |            | Pilar Vásquez            | 6-3, 6-2      |
| 2.  | 1981-06-27 | Marseille         | $10.000 |            | Patricia Medrado         | 6-4, 7-6      |
| 3.  | 1989-11-26 | Santiago          | $10.000 | gravel     | Gabriela Mosca           | 6-3, 2-6, 6-0 |

### Gewonnen ITF-toernooien dubbelspel
| nr. | finale     | toernooi | dotatie | ondergrond | partner           | tegenstandsters in finale          | score    |
| --- | ---------- | -------- | ------- | ---------- | ----------------- | ---------------------------------- | -------- |
| 1.  | 1981-07-05 | Arcachon | $10.000 |            | Catherine Tanvier | Florența Mihai Carmen Perea        | 6-3, 7-5 |
| 2.  | 1990-10-14 | Lima     | $10.000 | gravel     | Karim Strohmeier  | Iluminada Concepción Rita Pichardo | 6-4, 7-6 |

## Resultaten grandslamtoernooien
| Legenda | Legenda                          |
| ------- | -------------------------------- |
| g.t.    | geen toernooi gehouden           |
| l.c.    | lagere categorie                 |
| –       | niet deelgenomen                 |
| G       | uitgeschakeld in de groepsfase   |
| 1R      | uitgeschakeld in de eerste ronde |
| 2R      | uitgeschakeld in de tweede ronde |
| 3R      | uitgeschakeld in de derde ronde  |
| 4R      | uitgeschakeld in de vierde ronde |
| KF      | uitgeschakeld in de kwartfinale  |
| HF      | uitgeschakeld in de halve finale |
| F       | de finale verloren               |
| W       | het toernooi gewonnen            |
| w-v     | winst/verlies-balans             |

### Enkelspel
| toernooi        | 1981 | 1982 | 1983 | 1984 | 1985 | 1986 | 1987 |    | 1989 | 1990 | 1991 | 1992 | 1993  | w-v |
| --------------- | ---- | ---- | ---- | ---- | ---- | ---- | ---- | -- | ---- | ---- | ---- | ---- | ----- | --- |
| Australian Open | –    | –    | –    | –    | –    | g.t. | –    | –  | –    | 2R   | 2R   | 2R   | 3-3   |     |
| Roland Garros   | –    | 1R   | 1R   | 4R   | 2R   | 4R   | 1R   | 2R | 4R   | 2R   | 1R   | 3R   | 14-11 |     |
| Wimbledon       | –    | –    | –    | 1R   | –    | 1R   | 3R   | 3R | 3R   | KF   | 3R   | 1R   | 12-8  |     |
| US Open         | 1R   | 2R   | 2R   | 1R   | 1R   | 2R   | 2R   | 2R | 3R   | 2R   | 2R   | 1R   | 9-12  |     |

### Vrouwendubbelspel
| toernooi        | 1982 | 1983 | 1984 | 1985 | 1986 | 1987 |    | 1989 | 1990 | 1991 | 1992 | 1993  | w-v |
| --------------- | ---- | ---- | ---- | ---- | ---- | ---- | -- | ---- | ---- | ---- | ---- | ----- | --- |
| Australian Open | –    | –    | –    | –    | g.t. | –    | –  | –    | 1R   | 1R   | 1R   | 0-3   |     |
| Roland Garros   | 2R   | 1R   | 1R   | 3R   | 2R   | 1R   | 1R | 2R   | 1R   | 1R   | 1R   | 5-11  |     |
| Wimbledon       | –    | –    | –    | –    | 1R   | 2R   | –  | 1R   | 2R   | 2R   | 3R   | 5-6   |     |
| US Open         | 1R   | 2R   | 1R   | 3R   | 2R   | 3R   | 2R | 3R   | 1R   | 3R   | 1R   | 11-11 |     |

### Gemengd dubbelspel
| Australian Open | –  | –  | –  | g.t. | –  | –  | –  | 1R | 0-1 |
| Roland Garros   | 1R | 3R | KF | 3R   | KF | 2R | 3R | –  | 9-7 |
| Wimbledon       | –  | –  | –  | –    | 2R | –  | 1R | –  | 1-1 |
| US Open         | –  | –  | –  | –    | –  | –  | –  | –  | 0-0 |